# Festival de Glastonbury
O Festival de Glastonbury (em inglês: Glastonbury Festival, também conhecido apenas como Glasto), oficialmente Glastonbury Festival of Contemporary Performing Arts, é o segundo maior festival de música a céu aberto do mundo. Conhecido principalmente por suas apresentações musicais, também possui atrações de dança, humor, teatro, circo, cabaré e outras formas de arte. Em 2005, a área do festival cobria cerca de 3,6 quilômetros quadrados e teve por volta de 385 apresentações ao vivo. Em 2007, Amy Winehouse apresentou-se naquele palco em um dia chuvoso e o maior público foi de aproximadamente 135.000 pessoas. Em 2009, com apresentação de Bruce Springsteen o festival aconteceu no sudoeste da Inglaterra, em Worthy Farm entre as pequenas aldeias de Pilton e Pylle em Somerset, a seis milhas a leste de Glastonbury. Tem a duração de aproximadamente três dias, no último fim de semana de junho. 
Criado por Michael Eavis, como muitos dos festivais criados no mesmo período, Glastonbury foi influenciado pela cultura hippie e especialmente pelo Festival da Ilha de Wight. Eavis declarou que decidiu organizar o primeiro festival, chamado então de Pilton Festival, após assistir a uma apresentação a céu-aberto do Led Zeppelin em 1970. O festival ainda mantém vestígios desta tradição, incluindo as áreas Green Futures/Healing Fields. Seu equivalente americano é o "Coachella Valley Music and Arts Festival", mais conhecido como "Coachella Festival", que acontece anualmente em abril, na Califórnia.